# David McGuinty
Pour les articles homonymes, voir McGuinty.
David Joseph McGuinty, B.A., LL.B, LL.M., né le 25 février 1960 à Ottawa, Ontario, est un homme politique canadien, membre du Parti libéral.

## Biographie
Il est le fils d'un professeur et ancien homme politique ontarien Dalton McGuinty senior et le frère de l'ex-premier ministre de l'Ontario, Dalton McGuinty Junior. Il représente la circonscription fédérale de Ottawa-Sud depuis 2004 sous la bannière du Parti libéral du Canada. Depuis le 13 mai 2025, il a été nommé ministre de la défense nationale sous la bannière du même parti.